# سكرة (الروضة صنعاء)

تعديل مصدري - تعديل

سكرة هي إحدى حارات حي سدس الروض بمدينة الروضة شمال العاصمة اليمنية "صنعاء"، بلغ تعداد سكانها 555 نسمة حسب تعداد اليمن لعام 2004.